# Guseni koncentrációs táborok

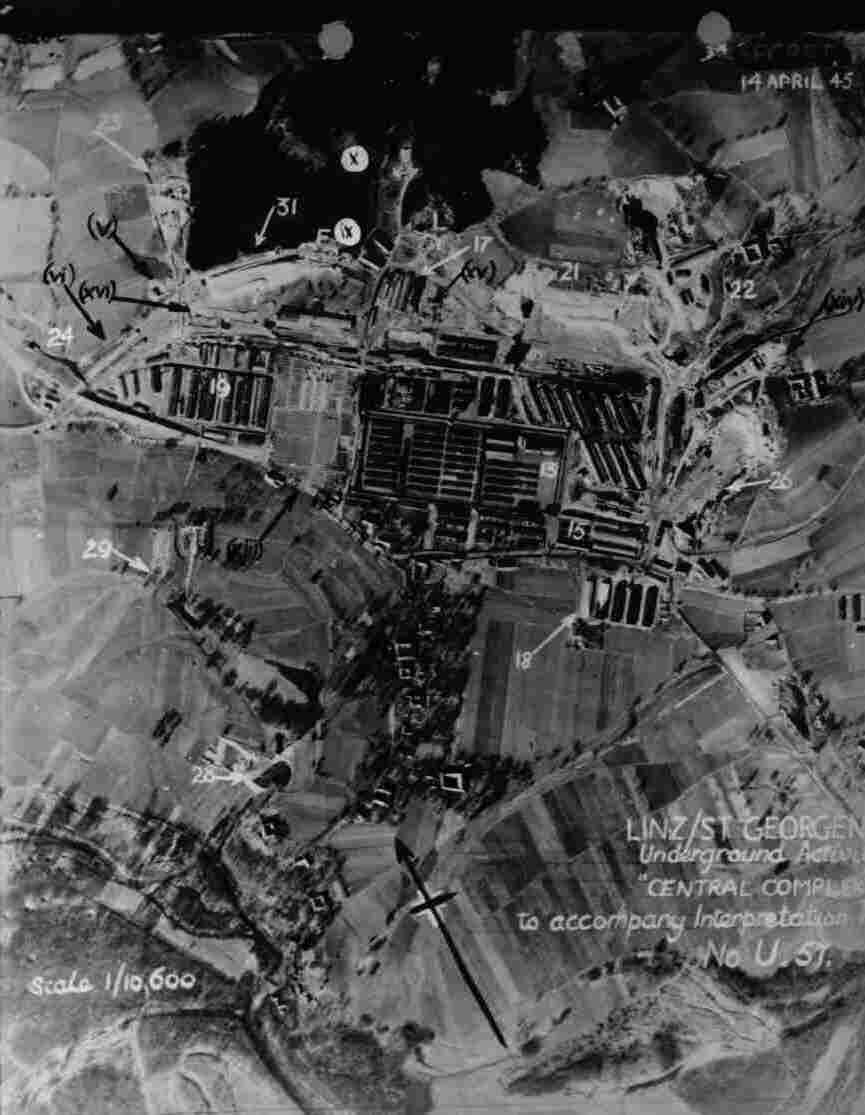
Guseni koncentrációs táborok Gusen I és Gusen II (1945)

Az SS által működtetett guseni koncentrációs táborok a mauthauseni koncentrációs tábor melléktáborai voltak Sankt Georgen an der Gusen és Langenstein között, pontosabban
- Gusen I Langensteinban
- Gusen II St. Georgen an der Gusenban
- Gusen III Lungitzban (ma Katsdorf része).

A guseni koncentrációs táborok egyszerűbb építési szerkezetük miatt jelentősen nagyobb kapacitással bírtak, mint a mauthauseni tábor.
Az SS tulajdonában levő  "Deutsche Erd- und Steinwerke GmbH – DEST” ('Német föld- és kőmunkálatok Kft.') már 1938. május 25-én megvásárolta az első építésre alkalmas telkeket a Gusen I koncentrációs tábornak. Ez még azelőtt történt, mielőtt a mauthauseni koncentrációs tábor egyáltalán létezett volna.
A fő oka az első saját koncentrációs tábor alapításának Gusenben az ott található gránitkő kiváló minősége volt. A bányát már 1938-ban az SS magáénak nyilvánította. Érdekesség, hogy már 1840-ban ebből a guseni bányából vittek a Lánchídhoz is követ. A kőbányászat jelentősége miatt a DEST 1940-től kiterjesztette a rabszolgamunkát a Gusen folyó menti St. Georgen an der Gusen településre.
A két koncentrációs tábor hosszabb időn keresztül épült, ezért a főleg foglyokból álló munkaerőt a guseni és mauthaseni kőbányáknak 1938 és 1940 között egy ideiglenes táborból, az úgynevezett „bécsi árok”-ból (németül: Wiener Graben) biztosították, így 1940 elejéig a foglyoknak százasával kellett menetelniük egy hosszú úton a bécsi ároktól Langenstein településen keresztül a guseni kőbányába. 1939-ben már több fogoly dolgozott a guseni bányában, mint a bécsi árok bányáiban.
Az első koncentrációs tábor foglyai már az 1938-es esztendő első felében dolgoztak Gusenben. A DEST már 1939 közepén elkezdett egy polgári kiképzési programot a St. Georgen-Gusen-Mauthausen vidék kőfaragó tanulóinak. A diákoknak a tanfolyam elvégzése után a foglyokkal együtt kellett dolgozniuk.
A DEST már a kezdetektől fogva több pénzt fektetett be a kőbányászat Gusenben történő fejlesztésébe, mint Mauthausenben.
Például 1942-ben fejlesztette ki legnagyobb és legmodernebb kőbányáját Gusenben, melynek közigazgatási központja a közeli St. Georgen an der Gusen településben volt. Így az úgynevezett Mauthauseni Gránitművek székhelye akkoriban St. Georgen/ Guseben és nem pedig Mauthausenben volt.
Az SS, a két koncentrációs tábor katonái számára külön épített St. Georgenben egy lakótelepet és egy lőteret is. Ez lehetővé tette, hogy a két koncentrációs tábor vezető parancsnokai és a DEST-SS cég polgári vezetősége St. Georgen/ Gusenben élhessenek.

## Gusen I koncentrációs tábor
Annak ellenére, hogy Gusenben már 1938 óta a koncentrációs tábor foglyai dolgoztak és a tervek már 1938-ban megszülettek, a guseni börtöntábor építését csak a második világháború elején engedélyezték. Ez a koncentrációs tábor – amelyet később „Gusen I koncentrációs tábor“ néven ismertek – közel azonos méretű volt, mint a mauthauseni tábor. 1939-ben röviden „Mauthausen II” -nek is nevezték.
Kezdetben csupán néhány száz – Németországból és Ausztriából származó – fogoly érkezett.
Az első igazan nagy fogolycsoport, akiket munkával való megsemmisítés céljából vittek a Gusen I új koncentrációs táborba, Lengyelországból érkezett. E rabok közül sokan a guseni kőbányákban végzett kemény munka, a koncentrációs tábor bővítése, az utak építése vagy a St. Georgen/Gusen SS adminisztrációs és lakóépületeinek építése során haltak meg.
Ez az első tábor Gusenben több ezer lengyel fogoly számára egy ténylegesen pusztító koncentrációs tábor volt. A helyi lakosság 1940 körül el is nevezte „lengyel tábor”-nak. A lengyel források szerint 1945-ig a guseni koncentrációs táborkomplexumban mintegy 27 ezer lengyel foglyot gyilkoltak meg, így Gusent ma Lengyelországban már egyre inkább a „második Katyń”-nak nevezik.
A köztársasági spanyolok ezrei voltak a következő nagy fogolycsoport, akiket 1941 elején vittek a pusztulás útjára Gusenbe.
1941 októberétől érkezett 2160 hadifogoly a Szovjetunióból. E fogolycsoport számára bekerítették a tábornak egy részét és közigazgatásilag a Mauthausen-guseni Hadifogoly-munkatábor néven kezelték. Őket Gusenben brutálisan halálra éheztették, halálra dolgoztatták, halálra fürösztötték, mérges gázzal vagy halálos szívinjekcióval gyilkolták meg. Ennek a csoportnak 1942 márciusának végén csak alig 382 embere élt. Ezek szerint a foglyok első gázzal való gyilkolása a Gusen I koncentrációs táborban történt.
1943-ban hétszáz 12 és 16 év közötti fiatalt küldtek a Szovjetunió területéről Gusenbe, hogy kiképezzék őket a kelet-európai német terjeszkedési tervek kőműveseiként.
Ugyancsak 1943-ban következtek kisebb-nagyobb fogolycsoportok Franciaországból, Belgiumból, Luxemburgból és Olaszországból ebbe a koncentrációs táborba, melyek hasonlóan a mauthauseni koncentrációs táborhoz, az úgynevezett III. kategóriába tartoztak.
1943-ban a DEST a guseni termelés fókuszát a háborús fegyvergyártásra fordította. Ennek érdekében együttműködési megállapodásokat kötöttek a bécsi hadsereg állomásával, a Steyr Daimler Puch AG-vel és a Messerschmitt GmbH-val Regensburgban, ami Gusenben a Waffen-SS egy óriási ipari parkjának létrehozását eredményezte.
1943-ban megkezdték a fegyvergyárak bombázástól való biztosítását is, így elkezdődött a földalatti beköltözés. Az egyik első projekt a Gusenben található "Kellerbau" (magyarul: pinceépítmény) földalatti alagút komplex építése volt, és nagyon valószínű, hogy ezt a projektet eredetileg a Gusenbe tervezett dunai kikötő helyett valósították meg. Albert Speer fegyverkezési miniszter már 1943 elején megállította az eredeti projektet.
1944 januárjáig Gusen I koncentrációs tábor számos területen független volt a mauthauseni tábortól. Tehát a Gusen I koncentrációs tábornak 1944 elejéig saját fogoly számrendszere, saját halálkönyve, saját építési menedzsmentje, saját postahivatala és saját SS-kivégző osztaga volt. Csak a háború utolsó szakaszában lett a mauthauseni koncentrációs táborhoz csatolva és így kissé háttérbe szorult.
Mindazonáltal, különösen 1944-ben Gusen I koncentrációs tábornak néha kétszer annyi foglya volt, mint s mauthauseni tábornak. Végül is a Gusen I koncentrációs táborban a halálos áldozatok száma is nagyobb volt, mint a mauthauseni táborban.

## Gusen II koncentrációs tábor és a „Hegykristály“ alagútrendszer
Az egyik legnagyobb és stratégiailag legfontosabb építési projekt Gusenben a "B8 Hegykristály – Köris II" (németül: „B8 Bergkristall – Esche II“) projekt volt, amelyet 1944-ben a DEST, a Luftwaffe és a St. Georgen/ Gusen Messerschmitt cégek együttműködésében valósítottak meg. Ezt a projektet legnagyobb titoktartás övezte, mivel itt a Messerschmitt Me-262 sugárhajtású vadászgépek gyártását tervezték. Ez volt az egyik legnagyobb és legmodernebb földalatti gyár a Harmadik Birodalomban.

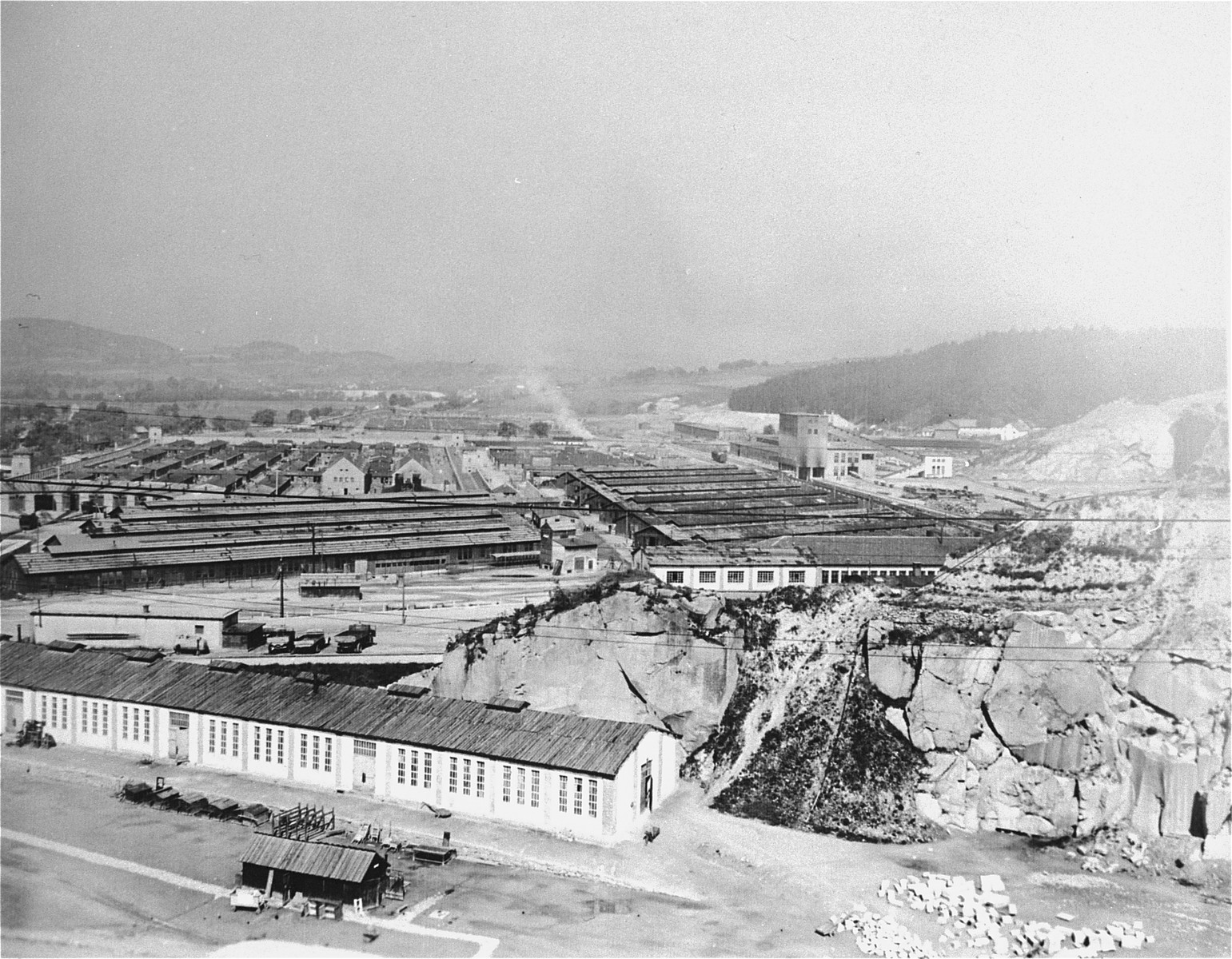
Gusen koncentrációs táborai (1945)

E gigantikus projekt megvalósítása érdekében [1944] tavaszán Gusenben egy másik, nagyon primitív koncentrációs táborot alapítottak, amit ma a “Gusen II koncentrációs táborként” ismerünk. Mindössze 16 barakképületben közel tizenhatezer foglyot zsúfoltak össze hihetetlen higiéniai körülmények között.
Köztuk sok fiatal zsidó férfit Magyarországról, akiket 1944 májusától ezresével deportáltak az auschwitz–birkenaui koncentrációs táboron keresztül a Gusen II-be.
A magyarokat 1944 őszén több nagyobb lengyel és orosz rabcsoport követte.
A Gusen II koncentrációs tábor foglyait rendszeresen egy külön SS vonatszerelvénnyel vittek Gusenből St. Georgenbe dolgozni.
Ezek szerint 1944-ben a Gusen II koncentrációs táborban több ezer magyar állampolgárt pusztítottak el annak érdekében, hogy St. Georgen/ Gusenben a Német Birodalom legnagyobb földalatti repülőgépgyárát hozzák létre: körülbelül 45 000 m² bombabiztos termelési területet mindössze 13 hónap alatt. Az első sugárhajtású repülőtesteket már 1944 őszén kiszállították és azt tervezték, hogy 1955-ig hónaponként akár 1250 repülőgépet is gyártanak .
1944-ben, annak érdekében, hogy ezt a hatalmas gyárat elég mennyiségű termelő géppel felszerelhessék, átköltöztették a bécsújhelyi repülőgépgyár győri üzemét St. Georgen/Gusenbe. Ennek fejében, a magyar kormánynak havi 60 legmodernebb Messerschmitt Me 262 sugárhajtású vadászgép szállítását ígérték. A háború miatt nem történt azonban a német oldalról soha egy kiszállítás sem.
Ahhoz hogy a Waffen-SS Gusenben ezt a hatalmas ipari parkot őrizhesse, 1944-ben közel háromezer SS és Luftwaffe őrkatonát vetettek be, akik akár huszonhatezer foglyot őriztek.
Mivel ez a projekt túl későn kezdődött, St. Georgen/Gusen soha nem érte el a teljes termelési kapacitását. Ennek okai többek között a rendszeres áramkimaradások és megrongált vasúti vonalak voltak. Mindezek ellenére 1945 márciusában például közel 450 egységet tudtak produkálni.

## Gusen III koncentrációs tábor
Ahhoz, hogy a guseni és mauthauseni koncentrációs táborok foglyainak tízezreit táplálni tudják, már 1943-ban elkezdte az SS Lungitzban egyfajta pékség létrehozását ami kizárólag a koncentrációs tábor foglyai számára dolgozott. Ezt a „fogolypékséget“ azonban csak 1944 végén tudták üzembe helyezni, és csak úgynevezett "pótkenyeret" gyártottak, amelyet fűrészporral és porcelánfölddel dúsítottak.
1944 decemberében újabb kis koncentrációs tábort hoztak létre Lungitzban, mintegy 270 fogoly számára. Ezt ma már a “Gusen III koncentrációs tábor” néven ismerjük.
Már 1940-től naponta vitték a Gusen I koncentrációs tábor foglyait rabszolgamunkára a lungitzi téglagyárba. E téglagyár egy részét 1943-tól a Gusenben és St. Georgenben történő repülőgépgyártásra szolgáló alkatrészek tárolására használták. Ezeket az alkatrészeket a Német Birodalom minden részéből vitték Lungitzba, St. Georgenbe és Gusenba, hogy ott belőlük a németek csodafegyverét készíthessék.

## Felszabadulás és a háború utáni időszak
A három koncentrációs tábort a mauthauseni főtáborral együtt az amerikai katonák 1945. május 5-én szabadították fel. Ám 1945 júliusának végén át kellett azokat adniuk a Szovjeteknek. Ezt megelőzően sikerült azonban átvinniük az amerikaiaknak a St. Georgen-Gusen-Mauthausen régióból származó stratégiailag fontos dokumentumok és szerkezetek nagy részét Linzbe a Duna másik oldalára, hogy elkerüljék a Szovjetunió hozzáférését. 
A Szovjetunió 1955-ig a St. Georgen és guseni német tulajdont háborús zsákmánynak tekintette. Az említett négy koncentrációs táborból egyedül a gazdaságilag kevésbé jelentős mauthauseni koncentrációs tábort tartották meg emlékhelynek.
A Szovjet Tulajdon Ausztriai Vagyonkezelő Igazgatósága (USIA) – eredeti nyelven: УСИА, Управление советским имуществом в Австрии – úgy döntött, hogy folytatja Gusenben a DEST korábbi koncentrációs tábor kőiparának részbeli működését "Guseni Gránitművek“ (németül: "Granitwerke Gusen") néven. Azelőtt a Vörös Hadsereg a korábbi Gusen I koncentrációs tábor részeit katonai kaszárnyaként használta.
1946-ig St. Georgenben és Gusenben páncéloserők is állomásoztak, amelyek manővereiket részben a földműves gazdálkodók környező területein hajtották végre.
A korábbi SS-infrastruktúrának a szovjetek által sokéves továbbhasználata volt az egyik oka annak, hogy a guseni koncentrációs táborok a mauthauseni táborral ellentétben feledésbe merültek.
1946-ban és 1947-ben tevékenykedett St. Georgenben egy különleges szovjet zsákmánybrigád is, azzal a céllal, hogy mintegy 100 vasúti vonatot tele speciális gépekkel és repülőipari szerkezetekkel a korábbi „Bergkristall“ ("Hegykristály") földalatti repülőgép gyárból Bécsújhelyen keresztül keletre vigyenek. 
1947 őszén a szovjet tábornokok úgy döntöttek, hogy elpusztítják a Harmadik Birodalom egykori legnagyobb és legmodernebb földalatti gyárát, így a Vörös Hadsereg egyik alakulata fel is robbantotta a földalatti létesítményt.
Azóta a két alagútrendszer romjai – Bergkristall (Hegykristály) St. Georgenben és a Kellerbau (Pinceépítmény) Gusenben – kihalva és elfelejtve maradtak. Csak jóval később, mindössze 2000-ben lett az Osztrák Köztársaság a Nagy-németországi birodalom jogutódja e két alagútrendszer tulajdonosaként.

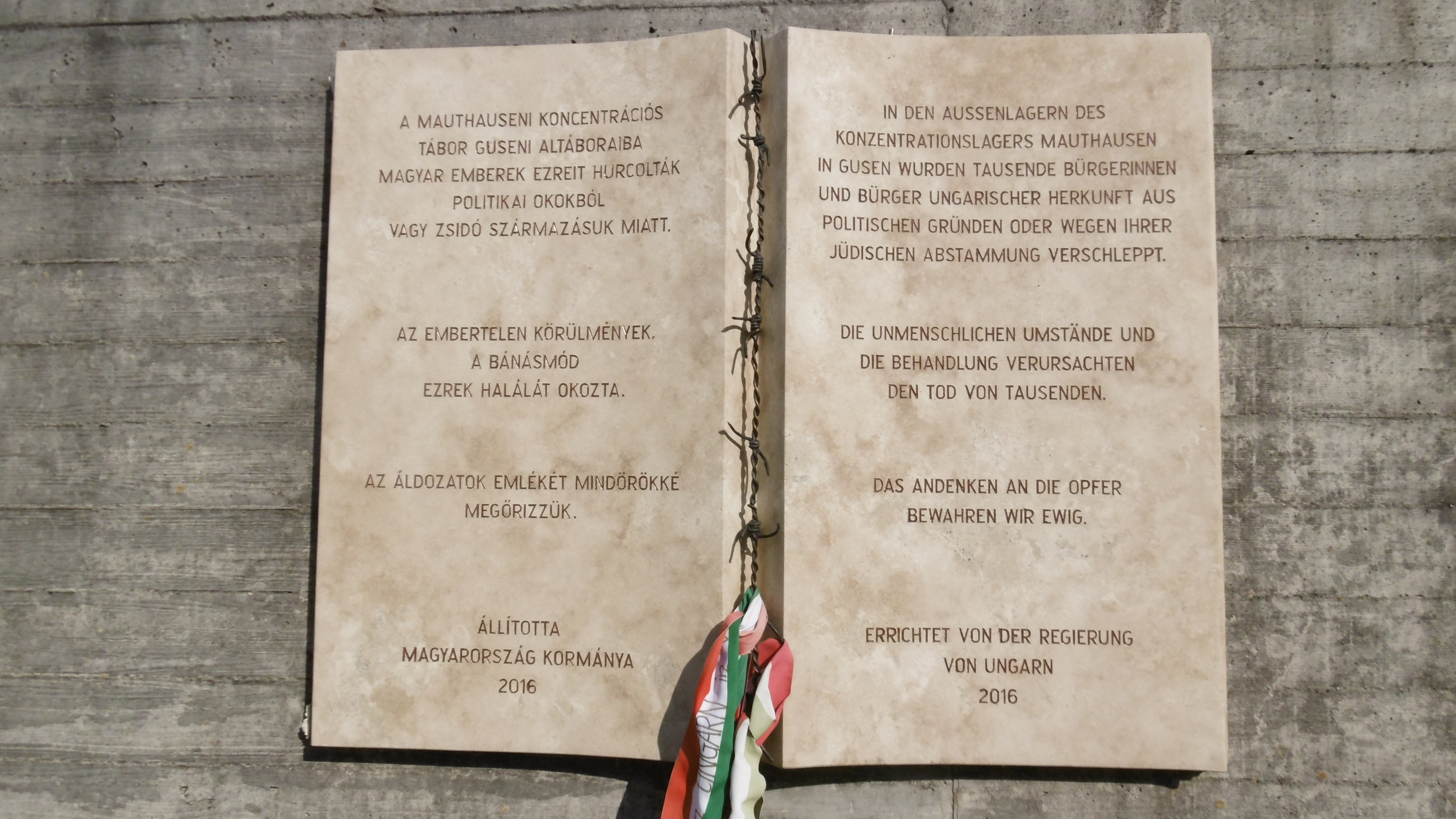
A Guseni koncentrációs táborok magyar áldozatainak emléktáblája

Az egykori Gusen koncentrációs táborkomplexum létesítményeinek nagy részét a szovjet csapatok kivonulása után 1955-ben 1963-ig magánszemélyeknek és a szomszédos közösségeknek adták el.
Ennek eredményeként Gusenben nem állítottak fel megfelelő emlékműveket. Ehelyett az egykori Gusen I és II koncentrációs táborok területeire egy nagy település épült. Amikor 1960 körül a Gusen egykori krematóriumi kemencéjét el kellett volna távolítani, a Franciaországból, Belgiumból és Olaszországból származó túlélő családok megvették a hozzátartozó területet és létrehozták a mai „Memorial Krematorium KZ Gusen“ emlékművet.
2004-ben, ez az emlékmű a lengyel kormány segítségével egy kis látogatóközponttal és történelmi kiállítással bővült.
2007-ben a művész, Christoph Mayer létrehozta a "Guseni hangútvonalat“ (“Audioweg Gusen”), amely a Gusen emlékművet összekapcsolja a St. Georgenben lévő korábbi Bergkristall galériával. A Gusen hangútvonalat olasz, angol vagy német nyelven lehet meghallgatni.
1995-től a Gusen megemlékező bizottság minden év májusában egy nemzetközi ünnepélyes megemlékezési szertartást szervez az emlékműnél.
2016-ban a magyar kormány emléktáblát épített a több ezer magyar áldozat számára, akik a Gusen koncentrációs táborkomplexumban életüket vesztették.

## A Gusen koncentrációs táborainak magyarországi áldozatai
- Fietz Edmund (+1944. augusztus 23.)
- Forgacz Michali (+1944. szeptember 30.)
- Fritz Antal (+1944. szeptember 30.)
- Gurgul Kazimiersz (+1944. augusztus 23.)
- Hartmann Jakob (+1944. szeptember 30.)
- Schlesinger Jakob (+1944. szeptember 30.)
- Sławik Henryk (+1944. augusztus 23.)
- Varga Zsigmond (+1945. március 5.)
- Weintraub Antal (+1944. szeptember 30.)
- Héjja Imre (+ 1945. április 2.)